# Cultura de Yangshao
La cultura de Yangshao (en xinès: 仰韶文化; en pinyin: Yǎngsháo wénhuà) va ser una cultura neolítica que s'estenia al llarg del tram central del riu Groc a la Xina. La cultura data des del 5000 aC fins al 3000 aC. El nom de la cultura li ve donat pel primer jaciment arqueològic representatiu, que es va descobrir el 1921 a Yangshao, un poble de la província de Henan. S'han estudiat més de mil jaciments a la Xina del nord. La seva extensió coincideix plenament amb la zona de les terres de loess, i té la màxima intensitat a la vall del riu Huanghe i a les dels afluents Wei i Fen, a les províncies de Henan, Shaanxi i Shanxi.
La cultura de Yangshao es va consolidar en un estat òptim climàtic, en què la presència de tigres, ossos i lleopards revela la presència d'un rerepaís de boscos. La gent de Yangshao vivia en poblets situats en terrasses properes a petits afluents, des de les quals tenien accés a l'àmplia gamma de recursos dels rius i les muntanyes i conreava mill de manera extensa; alguns poblats conreaven blat, arròs, soia, cebes, préssecs, albercocs, col xinesa, nous, morera, arbre de la laca i cànnabis. Van domesticar animals com el porc i el gos, a més d'ovelles, cabres i vaques, però la majoria del consum carni provenia de la cacera i la pesca. També practicaven un tipus primitiu de sericultura.
Els estris de pedra estaven polits i mostren una gran especialització. La cultura és molt coneguda per la seva ceràmica pintada. Els artesans creaven una ceràmica pintada en blanc, vermell i negre, amb dibuixos d'animals o rostres humans, o dissenys geomètrics. A diferència de la posterior cultura de Longshan, la cultura de Yangshao no coneixia el torn de terrisser. Les excavacions han mostrat que els nens eren enterrats en gerros de ceràmica pintada. En aquesta ceràmica de Yangshao, apareixen per primer cop marques que identifiquen el terrissaire o el propietari. Per bé que molt simples i rudimentaris, és possible reconèixer entre aquestes marques alguns del caràcters xinesos d'etapes posteriors, sense que es pugui identificar, però, aquests primers signes com a antecedents directes de l'escriptura xinesa.

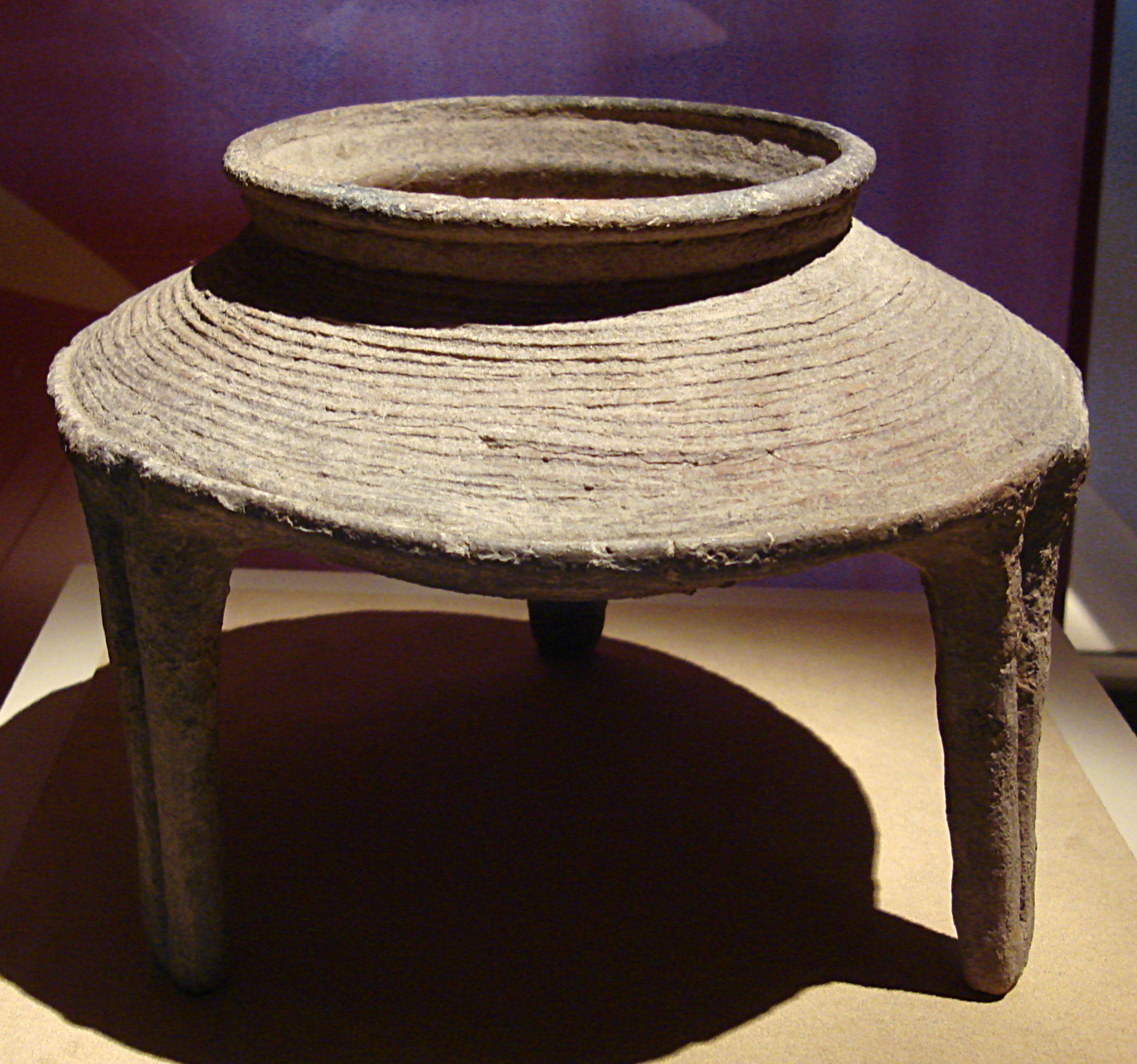
Aquest ding, fet per la cultura Yangshao situada al llarg del cursos mitjà i baix del riu Groc, és decorat amb un patró de corda

Els poblats, l'ocupació discontínua dels quals era, sens dubte, resultat de l'agricultura itinerant pel foc, mostren sovint una disposició dels habitatges a l'entorn d'una plaça central, amb espais clarament delimitats pels estables, els forns de ceràmica i la necròpolis.
El jaciment arqueològic de Banpo, a prop de Xi'an, és un dels jaciments més ben coneguts d'aquesta cultura.

## Fases de la cultura de Yangshao
- Banpo, 4800 a 4200 aC, planícia central.
- Miaodigou, 4000 a 3000 aC, successor de Banpo.
- Majiayao, 3300 a 2000 aC, a Gansu (Qinghai).
- Banshan, 2700 a 2300 aC, successor to Majiayao.
- Machang, 2400 a 2000 aC.